# Uliana Lopatkina
Uliana Lopatkina (en rus: Ульяна Лопаткина), (Kerch, Ucraïna, 23 d'octubre 1973) és una ballarina ucraïnesa, des de 1995 primera ballarina del Ballet Mariïnski de Sant Petersburg, Russia, considerada la millor ballarina del món.

## Carrera profesional
Des de jove començà classes de dansa i ingressà a l'academia rusa de ballet (actualment Academia Vaganova de ballet) de Sant Petersburg a on estudià amb Galina Novitskaya i Natalia Dudinskaya. El 1991 guanyà el premi Vaganova de St.Petersburg, 1991).
Després de la seva graduació a l'academia el 1991 entrà al teatre Mariïnski. El 1994 debutà com a Odette/Odille al “Swan Lake” ballet de Sant Petersburg i guanyà el “Golden Sofit” com a millor debutant. El 1995 fou nomenada primera ballarina al Ballet Mariïnski a on tingué a Olga Moiseeva i Ninel Kurgapkina com a entrenadores. Actualment la seva entrenadora és Irina Chistyakova.
Al Novembre de 2011 interpretà al Liceu de Barcelona a Medora, protagonista de Le Corsaire. Des de 1974 que El Ballet Maarinski no representaba a Barcelona a on destacaren els ballarins Yuri Soloiev i Mijail Barishnikov. Aprofitant la visita a Barcelona, Lopatkina afirmà que "la tradició és la base del meu art i la meva obligació és aplicar els dons que Déu m'ha donat".

### Repertori

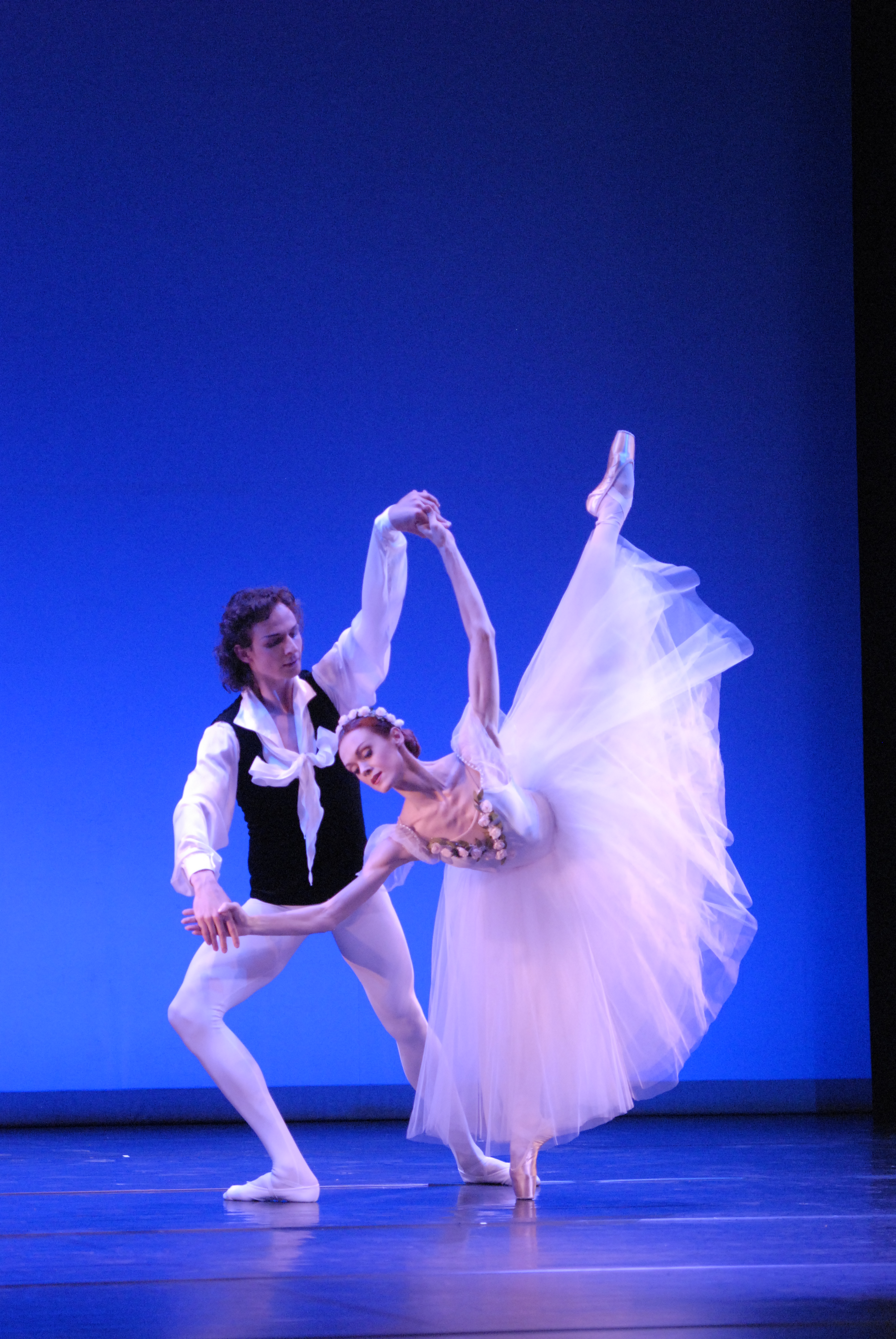
Uliana Lopatkina al 2010

El seu repertori al Teatre Mariïnski (en rus: Мариинском театре), de Sant Petersburg, Russia, inclou:
- Giselle (Myrtha, Giselle); coreografia de Jean Coralli, Jules Perrot, Màrius Petipà.
- Le Corsaire (Medora); produït per Pyotr Gusev, composició i coreografia de Màrius Petipà,
- La Baiadera (Nikia); coreografia de Màrius Petipà, revisat per Vladimir Ponomarev i Vakhtang Chabukiani.
- "Paquita" Grand pas (Soloist); coreografia de Màrius Petipà.
- La Bella Dorment (Lilac Fairy); coreografia de Màrius Petipà, revisat per Konstantin Sergeyev.
- El llac dels cignes (Odette, cigne blanc-Odile, cigne negre); coreografia de Màrius Petipà i Lev Ivanov, revisat per Konstantin Sergeyev.
- Raymonda (Raymonda, Clémence); coreografia de Màrius Petipà, versió revisada de Konstantin Sergeyev, ballets de Michel Fokine: The Dying Swan, The Firebird (Firebird) i Schéhérazade (Zobeide).
- The Fountain of Bakhchisarai (Zarema); coreografia de Rostislav Zakharov.
- The Legend of Love (Mekhmeneh Bahnu); coreografía de Yuri Grigorovich.
- Leningrad Symphony (the Girl); coreografía d'Igor Belsky.
- Pas de quatre (Marie Taglioni); coreografia d'Anton Dolin.
- Carmen-Suite (Carmen); coreografía d'Alberto Alonso.
- George Balanchine’s ballets Serenade, Symphony in C (II. Adagio), Jewels (Diamonds), Piano Concerto No 2 (Ballet Imperial), Theme and Variations, La Valse, Scotch Symphony i A Midsummer Night’s Dream (Titania).
- In the Night (3rd movement); coreografia de Jerome Robbins.
- Roland Petit’s ballets Le Jeune Homme et la mort and The Death of the Rose.
- Goya Divertissement (Death); coreografía d'Alberto Alonso.
- El trencanous (The Teacher and the Pupil, fragment), Pavlova and Cecchetti; coreografia de John Neumeier,
- Alexei Ratmansky’s ballets: Anna Karenina (Anna Karenina), The Little Humpbacked Horse (Tsar Maiden), Le Baiser de la fée (Fairy) i Le Poème de l'extase,
- In the Middle, Somewhat Elevated; coreografia de William Forsythe.
- Trois Gnossienes; coreografia de Hans van Manen,
- Le Grand Pas de Deux; choreography de Christian Spuck
- The pas de deux del ballet Marguerite and Armand; coreografia de Frederick Ashton.

## Premis i guardons[1]
- Positano/Leónide Masine (2012)
- People’s Artist of Russia (2005).
- State Prize of Russia (1999).
- winner at International Vaganova-Prix Competition (Sant Petersburg, 1991).
- Golden Sofit (1995),
- Divine together with the accolade Best Ballerina (1996)
- Golden Mask (1997)
- Benois de la danse (1997)
- Baltika (1997 and 2001: the Grand-Prix for promoting the worldwide fame of the Mariinsky Theatre)
- Evening Standard (1998)
- Monaco World Dance Awards (2001)
- Triumph (2004).
- “Artiste of Her Imperial Majesty, the Stage of Sovereign Russia” (1998)
- medal Mankind-Creator (1998)